# پسران شرقی
پسران شرقی (انگلیسی: Eastern Boys)فیلمی در ژانر درام به کارگردانی ربان کامپیلو است که در سال ۲۰۱۳ منتشر شد.